# الرابعة الرياضية
القناة الرابعة الرياضية هي قناة رياضية عراقية تملك حقوق العديد من البطولات الرياضية تتبع قناة الرابعة الفضائية.

## الحقوق
- بطولات الاتحاد الآسيوي لكرة القدم ( تصفيات كأس العالم 2022 – آسيا الجولة الثالثة، كأس آسيا 2023، وكأس الأمم الآسيوية لكرة القدم للسيدات، بطولة آسيا تحت 23 عاما، ودوري أبطال آسيا، كأس الاتحاد الآسيوي). (فقط في العراق).[1]
- الدوري البرتغالي الممتاز (فقط في العراق).
- الدوري السويدي الممتاز.[2]

- دوري كرة السلة العراقي.[3]